# Регенерација
Регенерација је потпуно функционално обнављање неког оштећеног ткива или органа. Регенерацију врше на пример пљоснати црви и морске звезде.